# Pohutukawa
Pour les articles homonymes, voir Arbre de Noël.
Metrosideros excelsa
Espèce
Classification phylogénétique
Le pohutukawa (Metrosideros excelsa) est une espèce de plantes à fleurs de la famille des Myrtaceæ. C'est un arbre originaire de Nouvelle-Zélande.
Sacré pour les Maoris, indigènes de l'archipel, il est également connu comme l'arbre de Noël de Nouvelle-Zélande, pas tellement pour son feuillage ou sa forme, mais parce qu'il produit des masses de fleurs rouges en pointes brillantes vers Noël (au début de l'été en Nouvelle-Zélande car elle est dotée de saisons inverses à celles de l’hémisphère Nord).

## Description

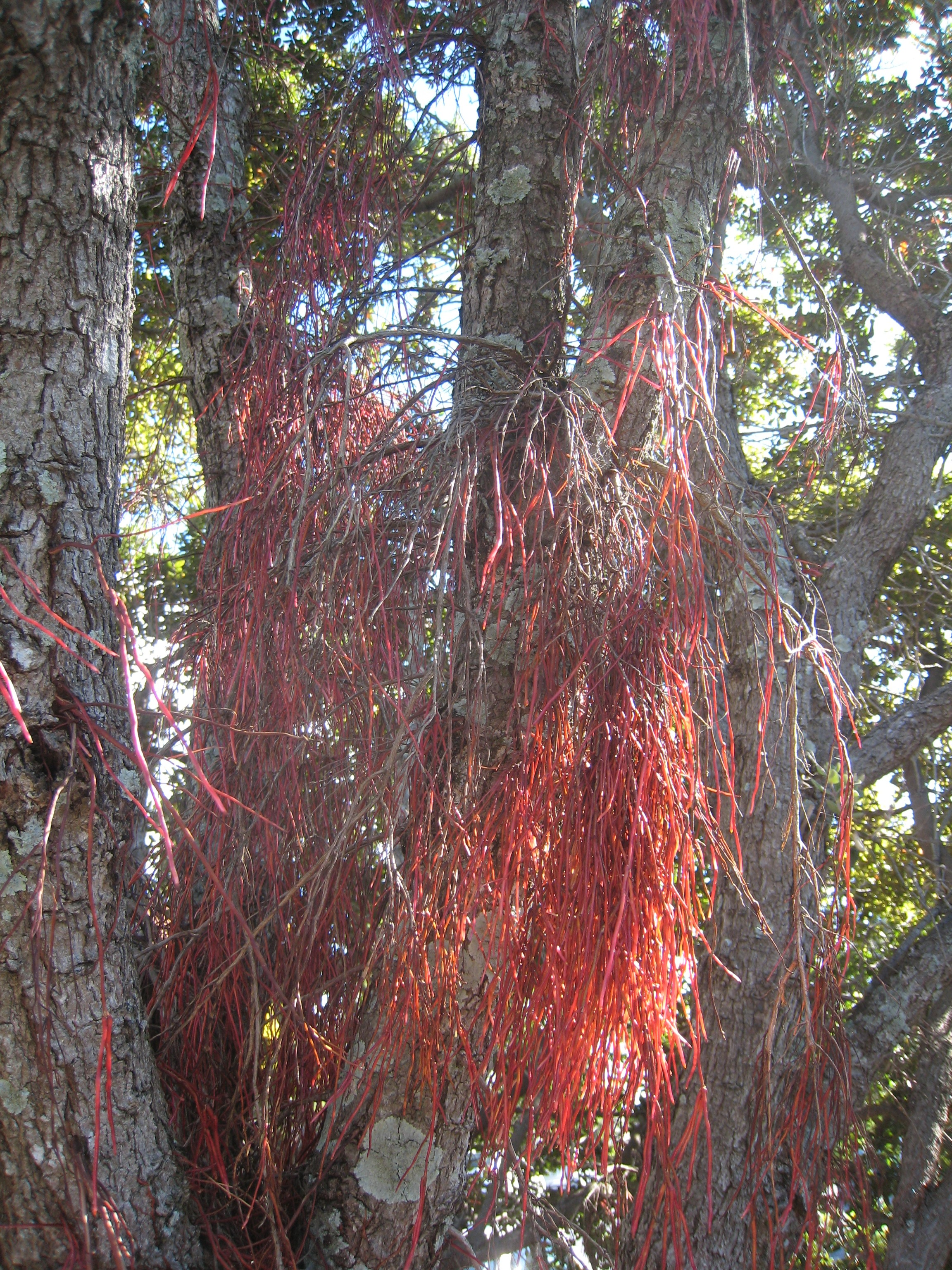
Jeunes racines aériennes d'un pohutukawa.

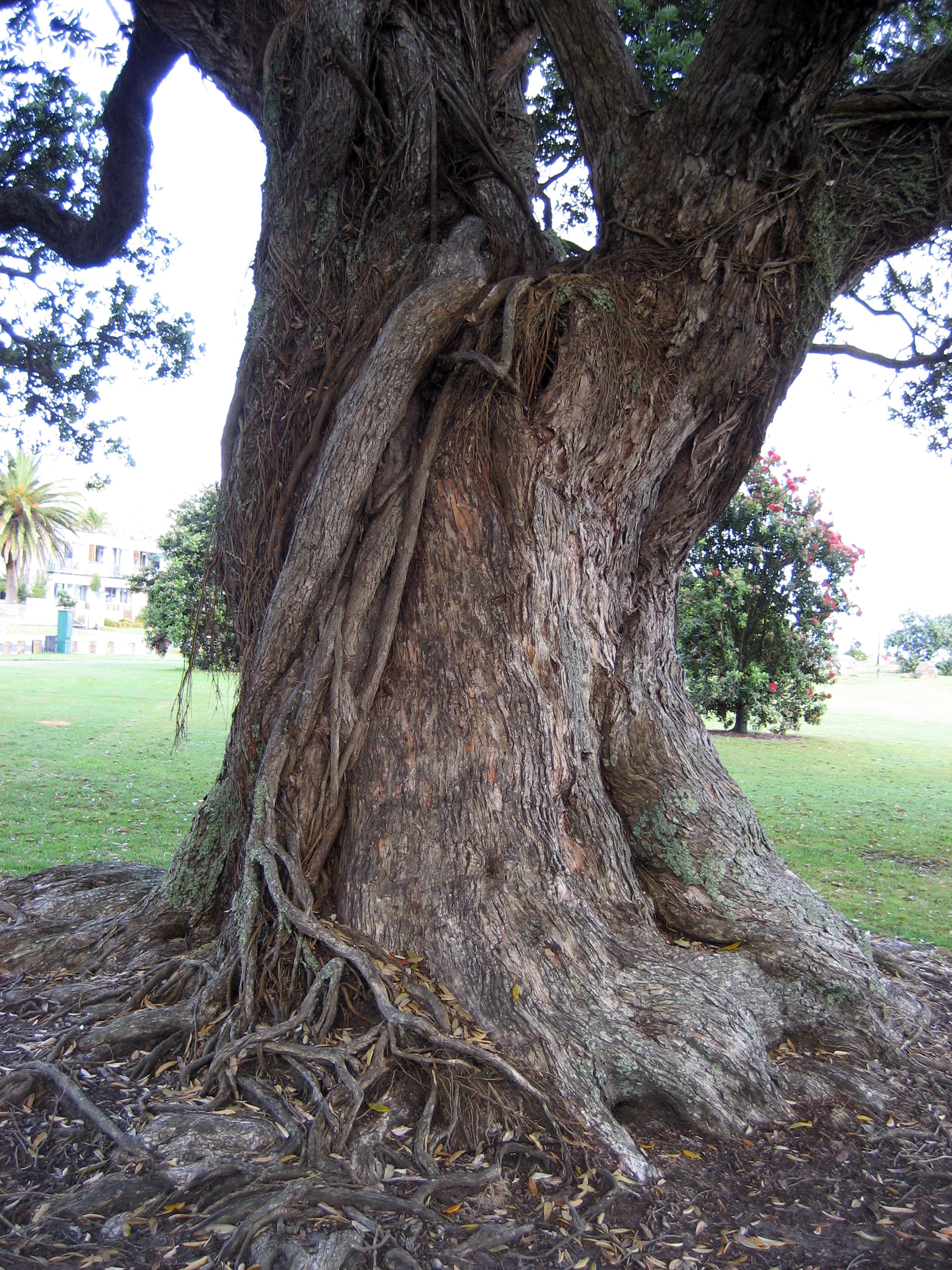
Racines aériennes anciennes de l'arbre, anastomosées ou incrustées dans le tronc. Devenues ligneuses, elles font parfois qualifier cet arbre aussi de « figuier étrangleur ».

L'arbre atteint une hauteur de 20 m et possède une forme de dôme. Le feuillage est persistant, et les feuilles sont opposées, simples et lancéolées avec un feutrage blanc-gris dessous et un peu dessus. Son aire de répartition naturelle se situe au niveau des régions côtières de l'île du Nord (Nouvelle-Zélande) au nord d'une aire s'étendant de New Plymouth (39°S) à Gisborne (38°S). Cet arbre pousse aussi sur les rives des lacs de la région de Rotorua.
Un arbre géant pohutukawa à Te Araroa est réputé pour être le plus grand du pays avec une hauteur de 20 m et une envergure de 38 m. L'arbre est connu pour être une sorte de falaise-habitation capable de tenir même dans les conditions les plus extrêmes. Certains spécimens ont des racines aériennes entremêlées et fibreuses. Tout comme son parent proche Hawaïen ʻŌhiʻa lehua (M. polymorpha), le pohutukawa a démontré son efficacité dans la colonisation de champs de lave, notamment sur l'île Rangitoto, un volcan à Auckland Harbour.

## Floraison
Le pohutukawa fleurit de novembre à janvier avec un pic mi-décembre (été austral). Il produit de brillantes fleurs pourpre réunies en cymes terminales, avec des étamines colorées apparentes. Il existe des variations entre les individus en ce qui concerne le moment de floraison ou bien la couleur de la fleur. Des dérives génétiques dans des populations isolées ont résulté en des variations locales : beaucoup d'arbres autour des lacs de la région de Rotorua produisent des fleurs roses, et le cultivar à fleur jaune « Aurea » descend d'une paire découverte en 1940 sur l'île Motiti dans la Bay of Plenty.

## Conservation
En Nouvelle-Zélande, le pohutukawa est sous la menace d'un animal introduit, le phalanger renard, qui dépouille l'arbre de ses feuilles pendant ses recherches. Une association caritative de conservation, Project Crimson, a pour but d'éviter la disparition du pohutukawa et autres espèces Metrosideros. La mission de cette association est de « permettre au pohutukawa de refleurir à nouveau dans son habitat naturel comme une icône dans le cœur et l'esprit de tous les Néo-Zélandais ».

## Culture
Le pohutukawa relève d'une culture répandue. Il existe de nombreux exemples dans la plupart des villes côtières de l'île du Nord.
Vigoureux et facile à cultiver, l'arbre fleurit aussi au sud de son habitat naturel et s'est naturalisé dans l'aire de Wellington mais il existe cependant des spécimens présents jusqu'à l'île Stewart/Rakiura, située à l'extrémité méridionale de l'île du Sud.
Le pohutukawa a été introduit dans d'autres pays possédant un climat doux à chaud, notamment dans le Sud-Est de l'Australie. Il s'est naturalisé sur l'île Norfolk ainsi que près des falaises côtières dans la région de Sydney. Sur les côtes californiennes, c'est un arbre populaire que l'on retrouve le long des rues et dans les pelouses. Dans certaines parties de l'Afrique du Sud, le pohutukawa croît tellement bien qu'il est considéré comme une espèce invasive.

## Traditions

### Un arbre sacré
Les Maoris, peuple indigène de l'archipel, vénèrent cet arbre, notamment dans la forêt ancestrale et sacrée de Waipoua située dans l'île du Nord et dans laquelle le visiteur peut également découvrir un autre arbre sacré, le kauri.

### Un arbre de Noël austral
Il n'y a ni sapin, ni épicéa se développant à l'état naturel en Nouvelle-Zélande. Cet arbre local est donc très répandu en tant qu'arbre de Noël naturel. Le pohutukawa est alors formé d’un immense dôme de fleurs pourpres et brillantes, qui fleurissent en plein mois de décembre (correspondant à l'été austral), donnant ainsi un effet joyeux et coloré aux parcs et jardins des cités de l'île durant les fêtes de fin d'année,.